# Lee Zink
Pour les articles homonymes, voir Zink.
Lee Zink est un ancien joueur professionnel de crosse ayant évolué au poste de défenseur. Il a passé 11 saisons en Major League Lacrosse dont 9 avec les Outlaws de Denver. Il est le second joueur de la MLL à avoir vu son jersey retiré et le premier pour l'équipe de Denver. Il est élu à deux reprises défenseur de l'année (2012, 2013). En 2010, il fait partie des 11 joueurs élus dans l'équipe des 10 ans de la MLL parmi les 640 joueurs ayant évolué dans la ligue depuis sa création. Il participe à 8 reprises au All-Star Game. Il est membre de l'équipe de crosse des États-Unis en 2014 avec laquelle il remporte la médaille d'argent. 
Il se retire de la compétition professionnelle en 2014 après avoir remporté son second titre MLL.

## Carrière universitaire
Lee Zink intègre l'Université du Maryland en 2001.
Il participe dès sa première année à tous les matchs de l'équipe en tant que remplaçant de Brett Harper.
Il gagne le statut de titulaire lors de sa seconde saison au cours de laquelle il débute 12 de ses 13 matchs. Durant cette année là, la défense de l'équipe de l'Université du Maryland n'encaisse qu'une moyenne de 7 buts par match, terminant ainsi meilleure défense du championnat universitaire.
En 2003, pour sa troisième saison, il maintient son statut de titulaire, débutant 27 des 29 matchs de l'équipe. Il récupère 41 balles au sol et cause 32 changements de possession (turnovers). Une prestation qui lui permet d'être nommé dans la troisième équipe All-American.
À l'occasion de sa dernière saison, il est nommé capitaine de l'équipe.
Durant ces années universitaires, Zink a à plusieurs reprises tenus en échec les meilleurs attaquants du championnat ne leur permettant pas d'inscrire un seul but lors de leur face à face. Il se fait remarquer par son excellent positionnement sur le terrain et son jeu physique. En 2003, il remporte d'ailleurs le Hammer Award, une trophée qui récompense le joueur le plus physique de l'équipe.

## Carrière professionnelle
Zink est drafté en 2004 en 5e position par les Bayhawks de Baltimore (devenu depuis Bayhawks de Chesapeake).
Il évolue deux ans au sein de l'effectif des Bayhawks avec lesquels il remporte, en 2005, son premier titre MLL.
En 2006, il est envoyé à Denver où il reste jusqu'à la fin de sa carrière.
Il participe durant ses années avec les Outlaws à 8 All-Star Games dont 7 consécutifs.
Il termine sa carrière en 2014 avec un second titre MLL.

## Carrière internationale
Lors des championnats du monde 2010, Lee Zink est du voyage en Angleterre avec l'équipe américaine mais ne fait pas partie du roster actif.
En 2014, après avoir été nommé deux années de suite Défenseur de l'année en MLL (2012, 2013) et qu'il vient tout juste de remporter son second championnat MLL, Zink est intégré au sein du roster actif américain. L'équipe repart de la compétition avec la médaille d'argent.